# La otra forma
La otra forma es una película de animación producida por Hierroanimación, Smith y Smith LTDA, Estudio GIZ, RTVCplay y Daniel Velazco, dirigida por Diego Felipe Guzmán y estrenada en salas de cine en marzo de 2023. La cinta, producida entre Colombia y Brasil, ganó el premio a mejor largometraje animado en el Festival de Cine Fantástico de Cataluña en 2022, y el mismo año obtuvo una nominación al premio Contrachamp en el Festival Internacional de Cine de Animación de Annecy y el premio al mejor largometraje en el Festival Internacional de Animación Chilemonos. Según el diario El Colombiano, el filme «contó con la técnica cuadro a cuadro con más de 60 000 dibujos o cuadros para lograr [su] historia».

## Sinopsis
La humanidad crea un paraíso artificial cuadrado justo en la superficie de la luna en un futuro cercano. La única forma de entrar en este extraño paraíso es demostrando que se tiene el modo de pensar de un cuadrado, lo que implica que los habitantes deben cerrar su mente a cualquier tipo de cuestionamiento. Un hombre que está desesperado por encajar en este mundo debe decidir si se convierte en esta figura geométrica, o si rompe el molde al seguir sus propios instintos.

## Producción y estreno
Alrededor del año 2018, el director Diego Felipe Guzmán inició la producción del filme, que involucró obtener recursos provenientes de entidades del Estado como RTCV, Idartes y Proimágenes, de acuerdos de producción internacionales, y de plataformas de autofinanciamiento y micromecenazgo. Según el diario El Tiempo, este filme mudo contó con un presupuesto de más de medio millón de dólares y un equipo de más de cien personas, quienes se encargaron de realizar más de 60 000 cuadros y 150 personajes animados.
El filme inició su recorrido por festivales de cine en 2022, con la participación en eventos internacionales como el Festival de Cine Fantástico de Cataluña, el Festival del Nuevo Cine Latinoamericano de La Habana, el Electricdreams International Film Festival y el TOHorror Fantastic Film Fest de Italia, la Mostra Internacional de Cinema d'Animació de Lleida y el Festival Internacional de Cine de Róterdam, además de participar en la inauguración del Festival de Cine y Artes Audiovisuales Miradas en la ciudad de Medellín. La otra forma se estrenó en las salas de cine colombianas el 30 de marzo de 2023.

## Recepción

### Crítica
En el portal Animación para adultos, el filme recibió una calificación de nueve puntos sobre diez. La reseña del sitio afirma: «El despliegue estético para mostrarnos esa sociedad es fascinante [...] Solo por la propuesta visual, que asombra de principio a fin, ya merece ser vista atentamente una y otra vez. Por suerte, la estética está acompañada de una excelente animación, de modo que debería ser recordada como uno de los hitos de la escena animada latinoamericana». Vicky Carras de la página Movimentarios la definió como «una película bastante curiosa, por su idea tan original y también por lograr entretener sin una sola palabra».

### Premios y reconocimientos
| Año  | Evento                                                | Categoría                  | Resultado |
| ---- | ----------------------------------------------------- | -------------------------- | --------- |
| 2022 | Festival de Cine Fantástico de Cataluña               | Mejor largometraje animado | Ganador   |
| 2022 | Festival Internacional de Cine de Animación de Annecy | Premio Contrachamp         | Nominado  |
| 2022 | Festival Internacional de Animación Chilemonos        | Mejor largometraje         | Ganador   |